# Ширтанське сільське поселення
Ширта́нське сільське поселення (рос. Ширтанское сельское поселение) — муніципальне утворення у складі Ібресинського району Чувашії, Росія. Адміністративний центр — присілок Ширтани.

## Населення
Населення — 1200 осіб (2019, 1327 у 2010, 1373 у 2002).

## Склад
До складу поселення входять такі населені пункти:
| Населений пункт        | Населення, осіб (2002) | Населення, осіб (2010) |
| ---------------------- | ---------------------- | ---------------------- |
| Костер, селище         | 124                    | 113                    |
| Малий Кукшум, присілок | 167                    | 150                    |
| Огоньок, селище        | 195                    | 163                    |
| Сосновка, присілок     | 196                    | 190                    |
| Тимар, селище          | 109                    | 96                     |
| Ширтани, присілок      | 582                    | 615                    |